# La Esmeralda, Chicontepec
La Esmeralda är en ort i Mexiko.   Den ligger i kommunen Chicontepec och delstaten Veracruz, i den sydöstra delen av landet, 210 km nordost om huvudstaden Mexico City. La Esmeralda ligger 92 meter över havet och antalet invånare är 184.
Terrängen runt La Esmeralda är kuperad åt sydväst, men åt nordost är den platt. Runt La Esmeralda är det ganska tätbefolkat, med 65 invånare per kvadratkilometer. Närmaste större samhälle är La Ceiba, 17,4 km söder om La Esmeralda. Trakten runt La Esmeralda består till största delen av jordbruksmark.